# 国鉄クム80000形貨車
国鉄クム80000形貨車（こくてつクム80000がたかしゃ）は、1986年（昭和61年）から1991年（平成3年）にかけて、日本車輌製造・川崎重工業・日本貨物鉄道（JR貨物）広島車両所で79両が製作された、私有貨車（4 tトラックピギーバック輸送用車運車）である。車籍は、日本国有鉄道（国鉄）に編入されたが、1987年（昭和62年）の国鉄分割民営化にともないJR貨物に移った。

## 背景
それまで国鉄は、クサ9000形、クラ9000形などで大型トラックのピギーバック輸送に関する試験を行っていたが、諸般の問題から実現していなかった。これに対して、西濃運輸から4t積みのトラックを利用したピギーバック輸送の提案が1985年（昭和60年）に出された。
これは小型のトラックで集配を行い、物流センターで大型トラックに積み替えて幹線輸送を行うという形態のトラック運輸に対して、小型トラックをそのまま鉄道で運んでしまうことで積み替えをなくして効率化しようという発想である。4tトラックならば普通の貨車と大差ないもので輸送ができることから、早速本形式が製作されることになった。

## 構造
本形式は、全長19,100mm、全幅2,720mm、全高1,992mmで自重は18.8tであった。トラックは長さ8.5mまでのものを2台搭載できる。床面高さは970mmで、少しでもトラックの荷台を拡大できるよう、わずかながら低床化されている。荷重は16 tであるがトラックの自重が含まれているため、貨物運賃が高くなって衰退の原因となった。
車体はコンテナ車に類似した魚腹形の側梁を持っている。塗装は車体がファーストブルー（明るい青）で、台車が灰色1号である。トラックが貨車上を走行するために上面は平坦になっており、タイヤガイドが設置され、またタイヤを固定する緊締装置がある。隣の車両に渡るための渡り板も装備されている。
台車はク5000形の廃車発生品を流用したTR63CF形を装備した。ブレーキはコキ50000形250000番台に準じてCL方式応荷重装置付き自動空気ブレーキを使用し、側梁には留置用の手ブレーキを備えている。最高速度は100 km/hで設計されているが、当初は95 km/hで運用された。
積荷のトラックは市街地集配用の4トン車をピギーバック用に改良したもので、屋根は鉄道の車両限界に合わせた丸屋根になり、タイヤも低床化のため扁平タイヤが使用された。

## 年度別製造数
全車日本フレートライナーの所有でクム80000 - クム80078の79両が製作された。各年度による製造会社と両数は次のとおりである。
- 昭和61年度 - 18両
  - 日本車輌製造 11両 日本フレートライナー（クム80000 - クム80010）
  - 川崎重工業 7両 日本フレートライナー（クム80011 - クム80017）
- 昭和62年度 - 37両
  - 日本車輌製造 19両 日本フレートライナー（クム80018 - クム80036）
  - 川崎重工業 16両 日本フレートライナー（クム80037 - クム80048、クム80051 - クム80054）
  - 広島車両所 2両 日本フレートライナー（クム80049 - クム80050）
- 昭和63年度 - 14両
  - 日本車輌製造 9両 日本フレートライナー（クム80055 - クム80063）
  - 川崎重工業 5両 日本フレートライナー（クム80064 - クム80068）
- 平成元年度 - 1両
  - 川崎重工業 1両 日本フレートライナー（クム80069）
- 平成2年度 - 2両
  - 川崎重工業 2両 日本フレートライナー（クム80070 - クム80071）
- 平成3年度 - 7両
  - 川崎重工業 7両 日本フレートライナー（クム80072 - クム80078）

## 運用
1986年（昭和61年）11月のダイヤ改正で東京貨物ターミナル駅・名古屋貨物ターミナル駅・大阪貨物ターミナル駅・東広島駅の4駅3区間にて初のピギーバック輸送が開始され、各列車ともコンテナ列車に1両から2両程度の本形式を連結して運行していた。運行開始に先立って汐留駅の着発線でトラックを載せた状態で展示が行われ、ピギーバック輸送がPRされた。
その後、本州内各都市を結び、多くのトラック運送事業者が参入して急速にピギーバック輸送が成長していった。1987年7月に日本海縦貫線でも運行が開始され、大阪貨物ターミナル駅と沼垂駅を結んだ。1988年（昭和63年）7月には上越線経由の隅田川駅 - 南長岡駅・沼垂駅間各1往復の運行が始められた。
1989年（平成元年）3月には東京貨物ターミナル - 名古屋貨物ターミナル間の54・55列車の最高速度が100 km/hに引き上げられた。同年6月には上越線経由の列車が集約されて12両の本形式に5両のコンテナ車を連結した編成となり、この2083・2082列車は中越運送がトラック運送利用枠を独占して「ピギー中越号」の愛称が付けられた。「ピギー中越号」は1990年（平成2年）3月には本形式のみの17両編成となり、さらに10月には20両編成となった。
1990年3月には東北地方でも隅田川駅 - 盛岡貨物ターミナル駅間で運転が開始された。この列車には八戸貨物駅行きの継走車も連結されていた。この時期にはクム1000形の投入で運用に余裕があったことからピギーバック以外での輸送も見られ、一例として横浜本牧駅 - 梅田駅間でアメリカ合衆国製の輸入キャンピングカー輸送が行われていた。
1992年（平成4年）度には年間98,500台のトラックを輸送するまでに成長した。しかしピギーバック輸送は貨車にトラックをそのまま積み込むことから、スペース的な利用効率も悪かった。バブル崩壊に伴う景気の低迷により需要が減少すると各社とも輸送から撤退し、最も利用の多かった中越運送においてもUV26A形ライトコンテナによる輸送に切り替えられた。
1998年時点でクム80000形は新潟貨物ターミナル駅 - 大阪貨物ターミナル駅間の4073・4072列車で運用されていたが、2000年（平成12年）3月ダイヤ改正で全てのピギーバック輸送列車が廃止となった。2002年（平成14年）7月に最後まで残存していた13両が廃車され、形式消滅となっている。